# Neotyphlus
Neotyphlus is een geslacht van kevers uit de familie van de loopkevers (Carabidae). De wetenschappelijke naam van het geslacht is voor het eerst geldig gepubliceerd in 1997 door Zaballos & Mateu.

## Soorten
Het geslacht Neotyphlus is monotypisch en omvat slechts de volgende soort:
- Neotyphlus franzi Zaballos & Mateu, 1997